# Toru Sano
Toru Sano (佐野 達 Sano Tōru?,  nacido el 15 de noviembre de 1963 en Shizuoka, Shizuoka) es un exfutbolista japonés que se desempeñaba como defensa.
Sano jugó 9 veces para la selección de fútbol de Japón entre 1988 y 1990. También fue elegido para integrar la selección nacional en los Juegos Asiáticos de 1990.

## Trayectoria

### Clubes
| Club             | País  | Año         |
| ---------------- | ----- | ----------- |
| Yokohama Marinos | Japón | 1986 - 1992 |

### Selección nacional
| Selección | País  | Año         |
| --------- | ----- | ----------- |
| Absoluta  | Japón | 1988 - 1990 |

## Estadística de equipo nacional
| Selección de Japón | Selección de Japón | Selección de Japón |
| Año                | Part.              | Goles              |
| ------------------ | ------------------ | ------------------ |
| 1988               | 5                  | 0                  |
| 1989               | 1                  | 0                  |
| 1990               | 3                  | 0                  |
| Total              | 9                  | 0                  |

## Palmarés

### Títulos nacionales
| Título                   | Club             | País  | Año       |
| ------------------------ | ---------------- | ----- | --------- |
| Copa Japan Soccer League | Nissan Motors    | Japón | 1988      |
| Copa del Emperador       | Nissan Motors    | Japón | 1988      |
| Japan Soccer League      | Nissan Motors    | Japón | 1988-1989 |
| Copa Japan Soccer League | Nissan Motors    | Japón | 1989      |
| Copa del Emperador       | Nissan Motors    | Japón | 1989      |
| Japan Soccer League      | Nissan Motors    | Japón | 1989-1990 |
| Copa Japan Soccer League | Nissan Motors    | Japón | 1990      |
| Copa del Emperador       | Nissan Motors    | Japón | 1991      |
| Copa del Emperador       | Yokohama Marinos | Japón | 1992      |

### Distinciones individuales
| Distinción                  | Año       |
| --------------------------- | --------- |
| Japan Soccer League Best XI | 1987-1988 |
| Japan Soccer League Best XI | 1988-1989 |